# 天上父親

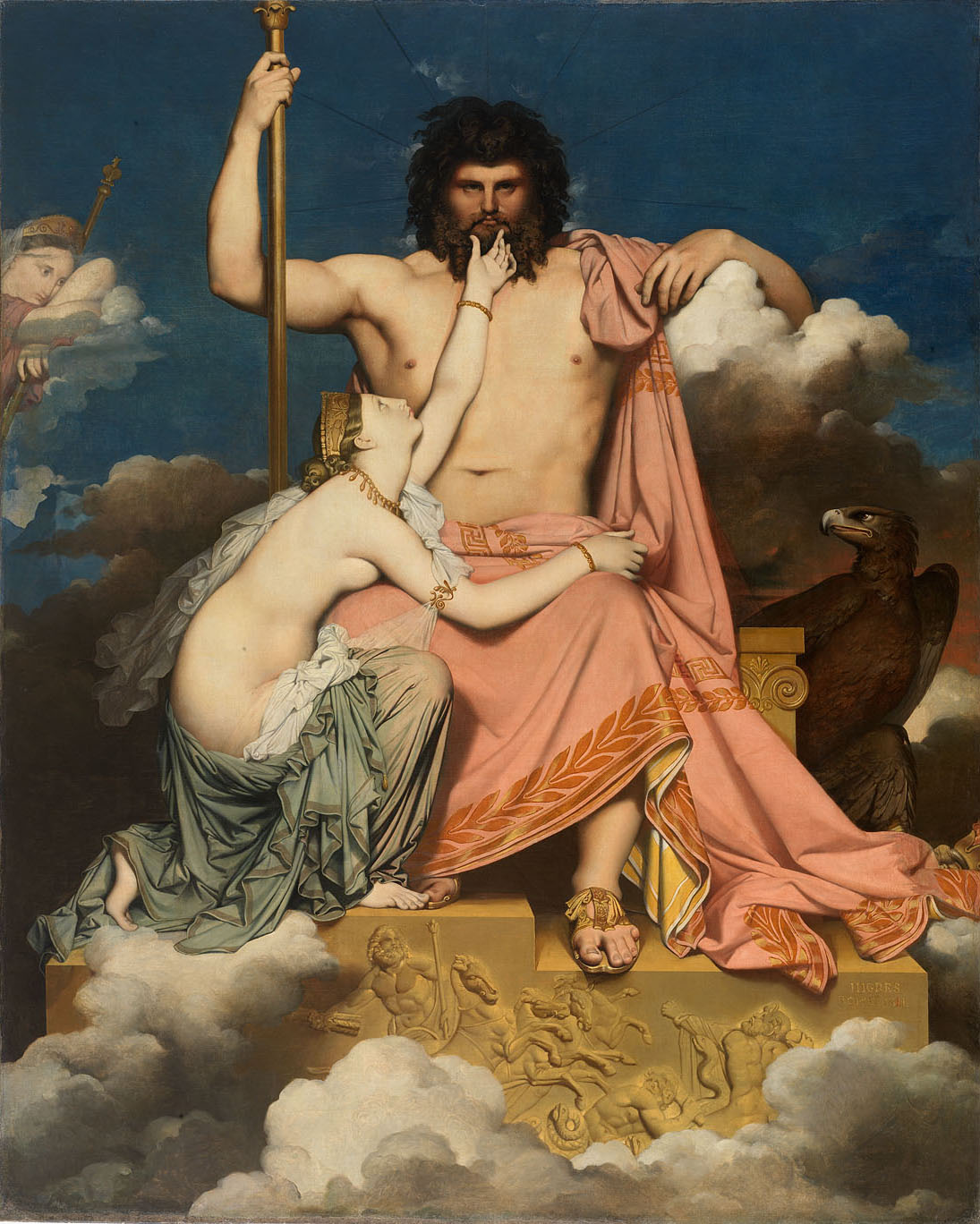
朱庇特、古羅馬天神和忒提斯

在比較神話學中，天上父親是多神宗教中反复出现的一个概念，它被簡稱為「父親」，通常是萬神之殿的父亲，也就是眾神的統治者或主神。「天上父親」的概念也可以被认为包括具有类似特征的太阳神，如拉。这个概念是对「地球母亲」的补充。
「天上父親」是吠陀梵語特尤斯的直接翻译，其词源上源自于同一个原始印欧語中神的名字，如希腊的宙斯、罗马的朱庇特和日耳曼的提爾，所有这些都是同一个原始印欧語的神名帝烏斯的反映。虽然印欧神话中有许多相似之处，但也有例外，例如在埃及神话中，努特是天上母親，蓋伯是地球父親。

## 流行文化
在歐美流行文化所及範圍內，天空父親（Sky Father）常被稱為天空爹地（Sky Daddy），它有時會被用作對於西方傳統宗教所崇信的天父（Heavenly Father）的一種具委婉性的稱呼。天空爹地被描述為一位居住在雲中的、喜歡永遠受到崇拜的、易於發怒的、據稱會看顧世人但往往不會對此作出實際行動的男性人物。